# Norbert Francis Attard
Norbert Francis Attard (* 1951 in Sliema, Malta) ist ein maltesischer Künstler. Er arbeitet in den Disziplinen Malerei, Druckgrafik, Skulptur, Video, Fotografie und Lichtkunst.
1977 schloss er das Studium der Architektur an der Universität Malta ab. Von 1977 bis 1996 übte er den Beruf des Architekten aus. Seit 1966 als Maler und Grafiker tätig, wandte er sich 1996 multimedialen Arbeiten zu. 2002 bis 2005 gehörte er dem Komitee „Malta Council for Culture and the Arts“ an. Seit 2001 ist er Direktor von GOZO Contemporary, einem Projekt, das internationalen Künstlern Atelieraufenthalte auf der Malta vorgelagerten Insel Gozo anbietet. 1999 repräsentierte er Malta auf der 48. Biennale von Venedig. Von 1998 bis 2010 schuf er in vielen Ländern große Installationen und er nahm an zahlreichen Ausstellungen teil.
Der Künstler wohnt in Malta (Gozo) und Berlin.